# Steven Moffat
Steven Moffat (født 18. november 1961) er en skotsk manuskriptforfatter og producer.
Moffat har skrevet flere episoder af Doctor Who som medforfatter med Russell T. Davies som hovedforfatter. Moffat overtog arbejdet i 2009, hvilket også er det arbejde han er blevet mest kendt for i UK og globalt. Han har også været med til at skrive The Adventures of Tintin for instruktør Steven Spielberg, et projekt han forlod for at overtage jobbet på Doctor Who-sættet af Russell T. Davies. Derudover er han kendt for at have skabt den nye BBC-serie Sherlock sammen med Mark Gatiss.
Mange af programmerne, han har arbejdet på, har vundet mange priser; inklusiv BAFTAs og Hugo Awards for nogle af hans episoder af Doctor Who. I 2012 var han tildelt BAFTAs Specielle Pris.